# Liste der Pfarren vom Stift Kremsmünster
Das ist eine Liste der Pfarren, die von Mönchen des Stifts Kremsmünster betreut werden. Zurzeit sind dem Stift Kremsmünster 26 Pfarreien zugeordnet (ehemals inkorporiert).

## Dekanat Kremsmünster
- Pfarre Adlwang
- Pfarre Allhaming
- Pfarre Bad Hall
- Pfarre Eggendorf
- Pfarre Kematen an der Krems
- Pfarre Kremsmünster
- Pfarre Neuhofen an der Krems
- Pfarre Rohr im Kremstal
- Pfarre Pfarrkirchen
- Pfarre Ried im Traunkreis
- Pfarre Sipbachzell
- Pfarre Sattledt
- Kaplanei Kirchberg

## Dekanat Pettenbach
- Pfarre Eberstalzell
- Pfarre Fischlham
- Pfarre Grünau im Almtal
- Pfarre Kirchham
- Pfarre Magdalenaberg (Katastralgemeinde von Pettenbach)
- Pfarre Pettenbach
- Pfarre St. Konrad
- Pfarre Steinerkirchen
- Pfarre Viechtwang
- Pfarre Vorchdorf
- Expositur Scharnstein

## Dekanat Wels-Land
- Pfarre Buchkirchen
- Pfarre Steinhaus
- Pfarre Thalheim bei Wels
- Pfarre Weißkirchen

## Von Brüdern betreute Diözesanpfarren
- Pfarre Schleißheim

## Quelle
1. ↑  Pfarren (Memento des Originals vom 21. April 2012 im Internet Archive)  Info: Der Archivlink wurde automatisch eingesetzt und noch nicht geprüft. Bitte prüfe Original- und Archivlink gemäß Anleitung und entferne dann diesen Hinweis. (auf stift-kremsmuenster.at)